# Marcel Duriez
Marcel Duriez (ur. 20 czerwca 1940 w Seclin, zm. 2 lutego 2023 w Clermont-Ferrand) – francuski lekkoatleta, płotkarz, medalista mistrzostw Europy z 1966, trzykrotny olimpijczyk.
Specjalizował się w biegu na 110 metrów przez płotki. Zdobył srebrny medal w tej konkurencji na igrzyskach śródziemnomorskich w 1959 w Bejrucie. Odpadł w ćwierćfinale na igrzyskach olimpijskich w 1960 w Rzymie. Nie ukończył biegu eliminacyjnego na mistrzostwach Europy w 1962 w Belgradzie.
Ponownie zdobył srebrny medal na igrzyskach śródziemnomorskich w 1963 w Neapolu. Dotarł do finału biegu na 110 metrów przez płotki na igrzyskach olimpijskich w 1964 w Tokio, w którym zajął 6. miejsce.
Zdobył brązowy  medal na mistrzostwach Europy w 1966 w Budapeszcie. Na igrzyskach olimpijskich w 1968 w Meksyku ponownie zakwalifikował się do finału, w którym zajął 7. miejsce.
Był mistrzem Francji w latach 1963 i 1965–1968, wicemistrzem w 1959 oraz brązowym medalistą w latach 1960–1962.
Kilkakrotnie poprawiał i wyrównywał rekord Francji w biegu na 110 metrów przez płotki do czasu 
13,7 s (17 października 1968 w Meksyku).